# 三田庸子
三田 庸子（みた つねこ、明治37年〈1904年〉2月1日‐ 平成元年〈1989年〉4月21日）は、日本ではじめて女性刑務所長を務め、女性服役者の待遇改善と更生に取り組んだ。

## 経歴

### 生い立ち
1904年（明治37年）に神奈川県横浜市で生まれた。父はいくつかの地方裁判所長を歴任していた。母はアメリカ育ちであり、姉や兄に英語を教えていたが病弱で、物心ついたころには床についていたため、庸子はあまり教えてはもらえなかった。兄弟は兄と2人の姉、弟の5人兄弟であった。父の転勤によりたびたび居を変えていた。

#### 学生時代
1920年に熊谷高等女学校を卒業すると、父の強い意志で、日本女子大学校（現、日本女子大学）家政学科へ入学した。入学後は暁星寮に入寮し、日本女子大学校の教授であり寮監のミス・フィリップ（1872-1965）からキリスト教の信仰を学び、聖公会で洗礼を受けた。在学中、国文学科に入りたいと思っていた庸子は、武島羽衣の講義を聴き、社会への関心が深まると、綿貫哲雄の社会学を聴講していた。

#### 卒業後の仕事と結婚
1924年に日本女子大学校を卒業すると、東京市児童保護課に就職し、半年後には東京市児童給食事業に従事した。しかし、2年後（1926年）に22歳で官史の夫と結婚するため、退職し家庭に入った。結婚後は各地を転勤して回っていたが、25歳で夫と死別した。その後、聖ヒルダ揺光ホーム孤児院の副舎監に就任し、孤児に聖書、修身、国語などを教えた。一年後、聖ヒルダ揺光ホーム孤児院の副舎監を辞職し、香蘭女学校の舎監に就任した。朝日新聞の記者と再婚し、1男1女をもうける。長男は脳性まひであった。その後1945年の戦時中、肺炎の夫と子を連れて千葉に疎開していたが十分な栄養が取れなかったこともあり、夫は病死する。

#### 女性刑務所長としての活動
1946年、女子刑務所の所長は女性がすべきだという、連合国軍最高司令官総司令部（GHQ）の強い意向から庸子は42歳で和歌山女子刑務所所長に就任した。日本初の女刑務所長である。庸子は女性服役者と接し、生活する女性服役者らに人間らしく暮らしてもらうため様々な改善を試みた。
1. 食事 - 自ら女性服役者の食事を口にし、カロリー計算を行い献立に気をつかった。
2. 服装 - 女性服役者の赤く汚い囚衣を縞の着物にした。
3. 出産 - 所内で出産するのは子の将来によくない影響を与えるとし、所の外で出産させた。
4. 矯正作業 - 美容工をはじめとした職業に結び付く作業を行わせた。

また、刑務所の門に掲げてあった「和歌山刑務所」という看板をはずし、「○○寮」というものに変え、「女子刑務所前」というバス停の名前も「四ヶ郷」と変更し、誰もが出入りしやすい環境を整えた。
多くの女性服役者に感謝された反面、誤解されたこともある。
庸子に虐待されたと錯覚した元女性服役者が復讐をたくらみ、庸子の自宅に押し入り出刃包丁で刺すという事件がおきたのである。

#### 東京婦人補導院の院長としての活動
1959年、庸子は13年在籍した和歌山刑務所から東京婦人補導院に55歳で転任し、同時に府中刑務所勤務も併任した。

#### 晩年
晩年は入退院を繰り返し、1989年（平成元年）4月21日に八王子市の病院で85歳で死去した。

## 主な著作
- 『女囚とともに (朝日文化手帖)　』朝日新聞社、1955
- 『婦人と犯罪: 女子受刑者の實態を中心として』日本評論社, 1950.12
- 『性の闘い: 囚衣を剥いだ女たち』青春出版社、1970
- 『女囚とともに: 伝記・三田庸子』大空社、1990.4